# Kim Hye-yeon
Kim Hye-yeon (김혜연?; 3 giugno 1960) è un'ex cestista sudcoreana.

## Carriera
Con la Corea del Sud ha disputato le Olimpiadi del 1988, segnando 2 punti in 2 partite.